# The Black Crook
The Black Crook (engl., ungefähr „Der Schurke in Schwarz“) wird als eines der ersten in sich zusammenhängenden US-amerikanischen Musicals betrachtet. Es ist allerdings eher eine Art komische Oper oder Ausstattungsstück (dessen amerikanische Variante Extravaganza genannt wird).

## Uraufführung
Die Uraufführung war am 12. September 1866 in Niblo's Garden am New Yorker Broadway. Es erreichte trotz einer Länge von fünfeinhalb Stunden die Rekordzahl von 475 Vorstellungen. Das Textbuch stammte von Charles M. Barras (1826–1873). Die Musik war aus anderen Werken zusammengestellt, mit einigen neu komponierten Einlagen wie dem „March of the Amazons“ von Giuseppe Operti und dem Showstopper „You Naughty, Naughty Men“ von George Bickwell und Theodore Kennick.

## Sujet
Der Titel bezieht sich auf die Hauptfigur, einen Zauberer im schwarzen Gewand. Die abenteuerliche, komplizierte Handlung des Stücks orientiert sich am Fauststoff und spielt im deutschen Harzgebirge um etwa 1600. Es gibt Anklänge an Carl Maria von Webers Der Freischütz (1821) und an Pariser Melodramen im Stil von Pixérécourt.

## Stilistische Einordnung
Nach dem Theaterzettel zu schließen, unterscheidet sich das Stück nicht erheblich von den Feerien, die zur gleichen Zeit in Paris und London zur Aufführung gelangten. Star des Abends war die Tänzerin Marie Bonfanti, die Lehrerin von Ruth St. Denis. Für New Yorker Verhältnisse war offenbar der Aufwand außergewöhnlich. Auf der Bühne befand sich ein weibliches Corps de ballet, das angeblich aus Paris stammte und aus 70 Tänzerinnen bestand – eine Vorform der Revuegirls, wie sie später in den Ziegfeld Follies berühmt wurden. Angeblich machte dieses Stück den Pariser Tanz Cancan in der Stadt New York bekannt. So ergab sich eine Verbindung der modernen Kleinkunstformen Music Hall, US-Vaudeville und Revue, in denen es keine zusammenhängende Handlung gab, mit älteren Theatertraditionen.

## Wirkung
Die Londoner Variante von The Black Crook 1872 im Alhambra Theatre basierte auf demselben Stoff mit neuer Musik. Im New Yorker Repertoire blieb das Stück in zahlreichen Neufassungen bis etwa 1930. In der Literatur wird es für gewöhnlich als wichtiger Schritt zu einem originär amerikanischen Musiktheater dargestellt.